# Даунинг стрит, Лондон
Даунинг Стрит (Downing Street) је улица у централном Лондону, дужине 217 м, у којој су смештене службене резиденције и канцеларије премијера Уједињеног Краљевства и канцелара државне благајне. Смештена у близини Вајтхола, на неколико минута хода од Парламента; Даунинг Стрит је 1680-их саградио Сер Џорџ Даунинг.
Званична резиденција премијера је Даунинг Стрит 10; службена резиденција канцелара је број 11. Владин начелник за дисциплину (Chief Whip) има службено пребивалиште на броју 12. У пракси, појединци могу живети у различитим становима; садашњи главни начелник заправо живи на броју 9. Куће на јужној страни улице срушене су у 19. веку како би се створио простор за владине канцеларије које сада заузима Министарство спољних послова и Комонвелта.
Израз „Даунинг Стрит“ користи се као метоним за владу Уједињеног Краљевства.

## Историја
Улицу је 1680-их саградио Сер Џорџ Даунинг, први баронет, на месту виле, Хемпден Хауса. Није познато шта је било на локацији пре виле, али постоје докази о пивари под називом „The Axe“. Даунинг је био војник и дипломата који је служио за време Оливера Кромвела и краља Чарлса II, и који је инвестирао у имања и стекао значајно богатство. 1654. године купио је закуп на земљишту источно од Парка Светог Јакова. Даунинг је планирао да изгради низ градских кућа "за људе доброг квалитета". Међутим, породица Хемпден имала је уговор о закупу који је спречавао њихову изградњу на 30 година. Када је закуп истекао, Даунинг је добио дозволу да гради даље на запад.
Између 1682. и 1684. године, Даунинг је саградио слепу улицу двоспратних градских кућа са стајама за кочије, за коње, и погледом на парк Светог Јакова. Даунинг је запослио сер Кристофера Рена за пројектовање кућа. Иако су били велике, постављене су брзо и јефтино на мекано тло са плитким темељима. Фасаде су биле обојене тако да имитирају малтер од опеке. Винстон Черчил је написао да је број 10 „климав и слабо изграђен од извођача профитера чије име носе“.
Горњи крај улице затворио је приступ парку Светог Јакова, чинећи улицу мирном и приватном. У огласу из 1720. описано је као „прилично отворено место, посебно на горњем крају, где се налазе четири или пет веома великих и добро изграђених кућа. Куће су имале неколико угледних становника. Грофица од Јармоута живела је на броју 10 између 1688. и 1689. године, Лорд Лансдаун од 1692. до 1696. године и Ерл од Грантама од 1699. до 1703. године.
Даунинг вероватно никада није живео у својим градским кућама. 1675. године повукао се у Кембриџ, где је умро неколико месеци након довршетка кућа. Његов портрет виси у улазном фоајеу модерног броја 10.
Породица Даунинг такође је изградила Даунинг Колеџ у Кембриџу, који је основан 1800. године, након што је његов оснивач, Сер Џорџ Даунинг, трећи Баронет, оставио део свог имања да би основао Даунинг Колеџ када је земља постала доступна.
Куће између броја 10 и Вајтхола купила је влада и срушила их 1824. године како би се омогућила изградња канцеларије тајног већа, одбора трговине и трезора. 1861. године куће на јужној страни Даунинг Стрита замењене су наменским владиним канцеларијама за спољне послове, индијску канцеларију, колонијалну канцеларију и унутрашње послове.

## Куће
Током свог последњег мандата, 1881. године, Вилијам Гледстон тражио је пребивалиште под бројевима 10, 11 и 12 за себе и своју породицу. У то време је био и канцелар државне благајне и премијер.

## Сигурносне капије
Преграде су постављене на крају улице код парка Светог Јакова за откривање Кенотафа 11. новембра 1920, као  мере јавне безбедности чији је циљ био да спречи гужву у Вајтхолу.
Када је покрет за независност Ирске постао све насилнији, одлучено је да се задрже баријере, које су подигнуте и ојачане. 26. новембра 1920. започета је градња дрвене барикаде, високе 8 ft (2,4 m) на крају улице. Описане као „значајног карактера“, постављене су на правилним темељима и уграђеним капијама за возила. Преграде су срушене 1922. године када је створена Ирска слободна држава.
Приступ возилима ограничен је 1973. године када су преко улаза у улицу постављене металне баријере. 1974. године, полиција је предложила постављање полутрајне баријере између тротоара и коловоза на страни Министарства спољних послова како би се пешаци удаљили од главног дела улице. Предлог је стигао са гаранцијама да ће туристима и даље бити дозвољено да фотографишу на вратима броја 10. Премијер Харолд Вилсон одбацио је предлог, као неприхватљиво ограничење слободе јавности.
1982. приступ је даље био ограничен оградама и демонтажном капијом. Замењене су црним челичним капијама 1989. До повећања сигурности дошло је због пораста насиља, посебно од стране организације ИРА током Северноирског сукоба. Кабинет премијерке Тачер се посебно ангажовао на повећању безбедности након убиства лорда Моунтбатена 1979. године.
Приступ кроз ове капије довео је до политичког скандала познатог као Plebgate, који је започео у септембру 2012. године. Окидач је био сукоб између начелника конзервативне партије (Chief Whip) Ендруа Мичела и полицајаца који су били на дужности пред тим вратима. Мичел је због инцидента морао да поднесе оставку на место начелника владе.

### Јавно право проласка
Приступ јавности ограничен је ослањањем на овлашћења општег закона како би се спречило кршење мира 2005. Градско веће Вестминстера користило је антитерористичка овлашћења садржана у Закону о ванредним ситуацијама из 2004. године да би формализовало ограничења путем налога за управљање саобраћајем. То значи да Даунинг Стрит није доступан широј јавности, јер полиција пропушта само заказане посетиоце, власнике парламентарних пропусница и чланове акредитоване штампе.

### Сигурност
Од 1989. године за улазак у Даунинг Стрит потребан је пролазак кроз сигурносни контролни пункт. Улицом патролира наоружана полиција групе за дипломатску заштиту, а обично је бар један полицајац испред улазних врата броја 10. Обезбеђење је пооштрено након што је ИРА 1991. минобацачима бомбардовала Даунинг Стрит 10.